# Berliner Mauerweg

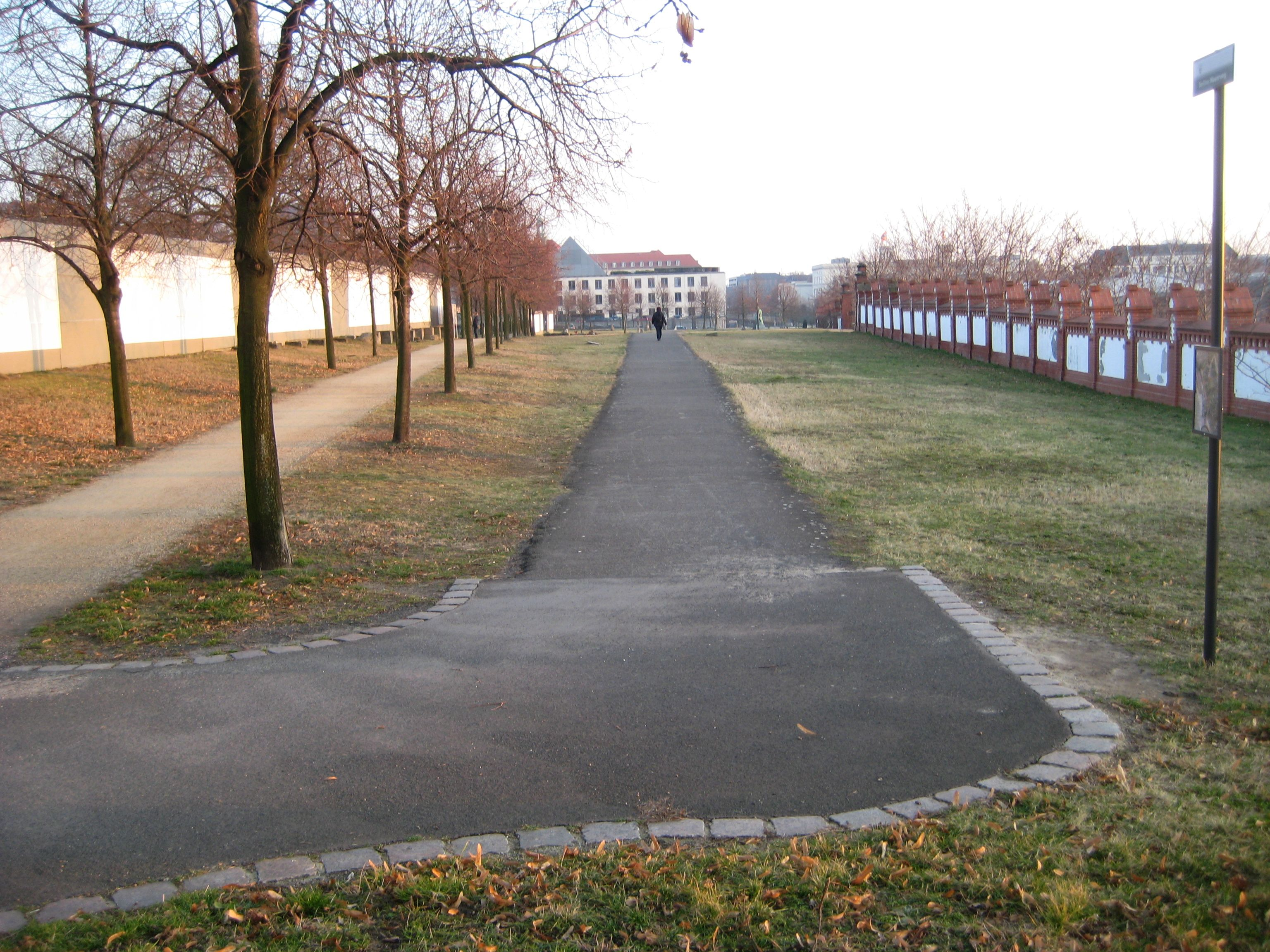
Mauerweg auf dem Invalidenfriedhof

Der Berliner Mauerweg (Ausspracheⓘ) ist ein etwa 160 Kilometer langer Rad- und Fußwanderweg in Berlin und Brandenburg. Er folgt weitgehend dem früheren Verlauf der Berliner Mauer um West-Berlin. Überwiegend verläuft er auf dem früheren Postenweg der Grenztruppen der DDR oder nutzt den an der Umlandgrenze auf West-Berliner Gebiet verlaufenden Zollweg. Eine Reihe von Geschichtszeugnissen und Informationsmöglichkeiten am Weg erinnern an die Geschichte der Mauer.

## Geschichte

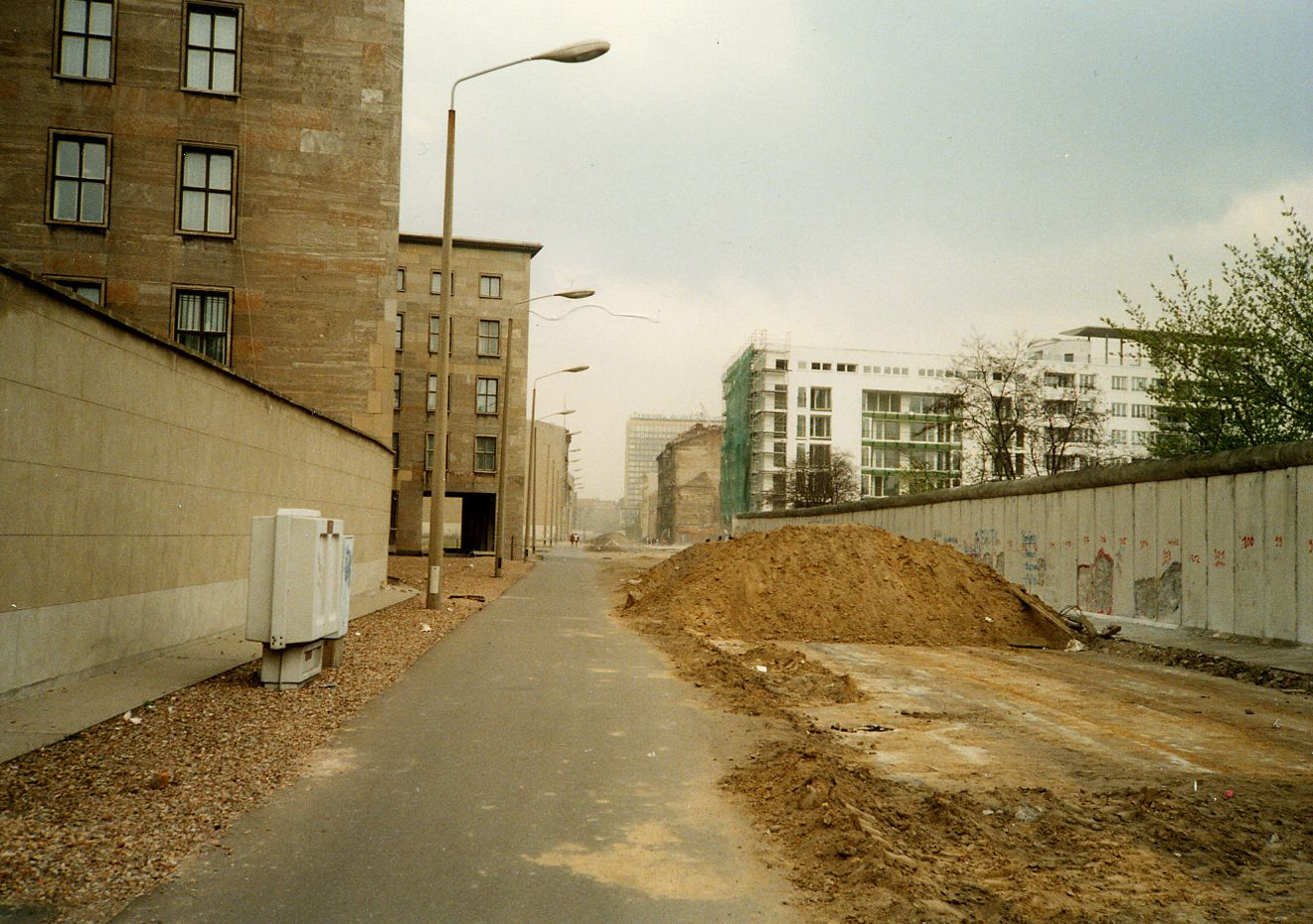
Postenweg an der Berliner Mauer an der Niederkirchnerstraße in Berlin-Mitte, 1990

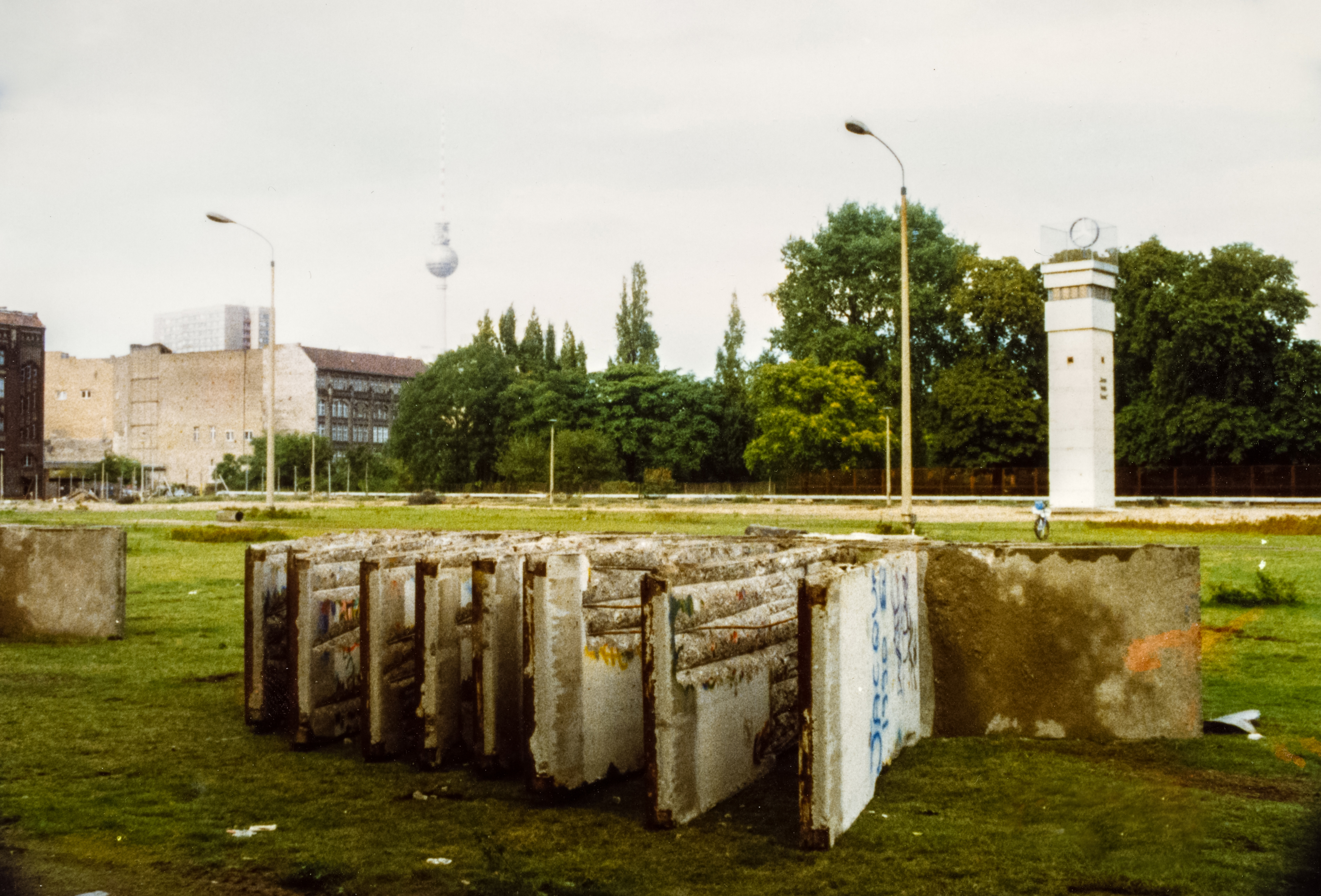
Mauerstreifen nahe der Leipziger Straße, 2. Oktober 1990

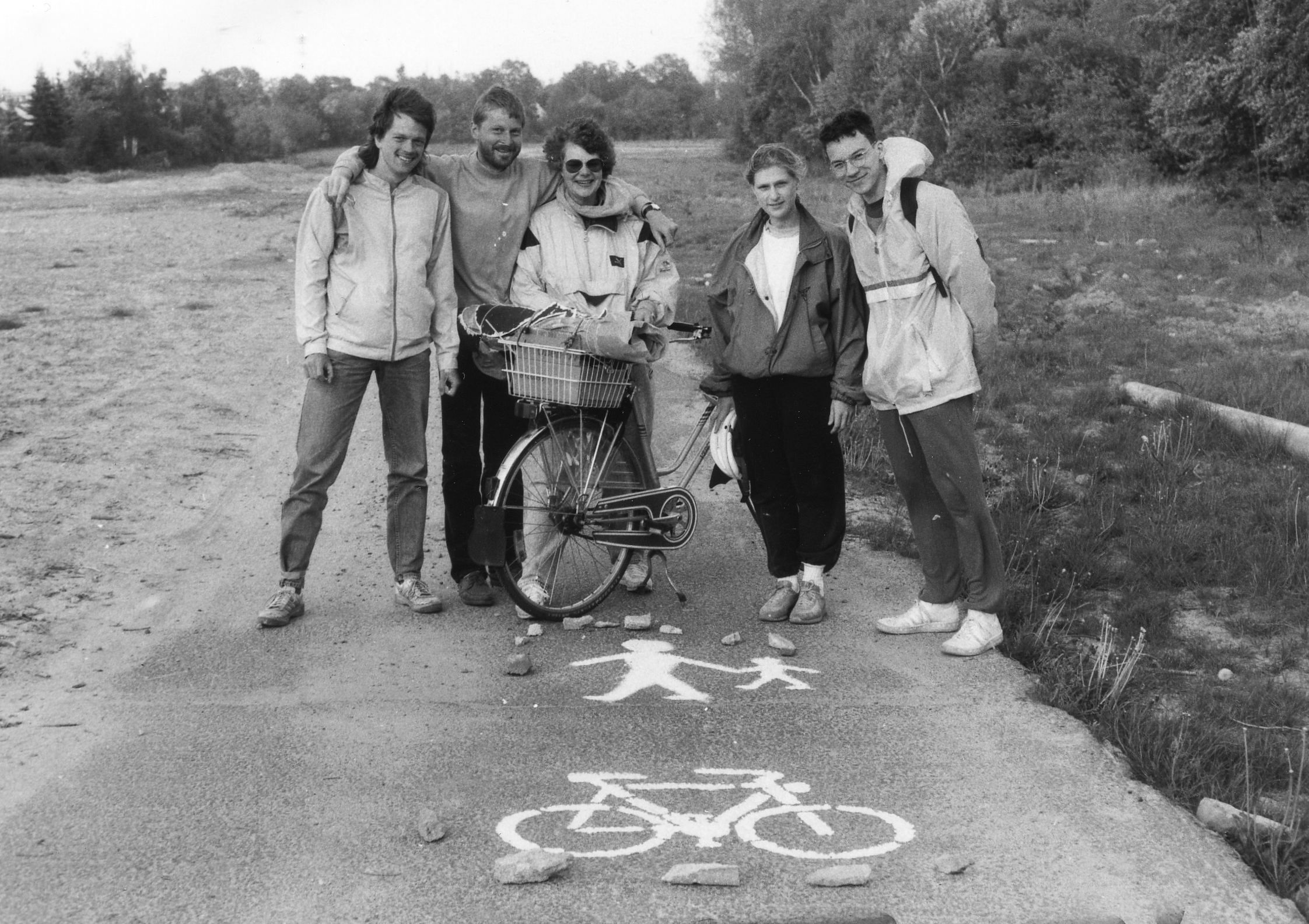
ADFC-Aktivisten beim Markieren des Mauerwegs südlich von Berlin, 1991

Im Zuge der Spaltung Deutschlands im Kalten Krieg wurde die bis dahin weitgehend baulich ungesicherte Grenze zu West-Berlin in Ost-Berlin und dem im damaligen Bezirk Potsdam liegenden Umland der DDR ab 13. August 1961 durch die Berliner Mauer befestigt. Im Laufe der folgenden Jahre wurden die Grenzanlagen verstärkt. Typischerweise bestanden sie aus mehreren hintereinander befindlichen Schutzmauern bzw. Zäunen und weiteren Sicherungsanlagen, sodass ein breiter Grenzstreifen abgeriegelt worden war. In den meisten Abschnitten gab es dabei einen Postenweg, auf dem die DDR-Grenztruppen Kontrollfahrten unternahmen.
Einige Monate nach der Grenzöffnung am 9. November 1989 begannen erste Maßnahmen zum Rückbau der Berliner Mauer, die mit der Wirtschafts- und Währungsunion beider deutscher Staaten am 1. Juli 1990 und dem kompletten Wegfall der Grenzkontrollen endgültig überflüssig geworden war. In der Folgezeit wurden die Sperranlagen fast auf gesamter Länge demontiert. Der entlang der Mauer verlaufende Postenweg der DDR-Grenztruppen war damals auf fast gesamter Länge frei zugänglich.
Schon bald nach dem Mauerfall gab es Initiativen von Umweltschützern und Fahrradverbänden, die Freiräume am unbebauten Mauerstreifen um das West-Berliner-Gebiet zu erhalten und zu renaturieren. Der Postenweg sollte zum Wander- und Radweg um Berlin werden. Mit Baumpflanzaktionen wurde die Idee einer Nutzung als Grüngürtel um die Stadt an einzelnen Stellen symbolisiert. Vertreter des Allgemeinen Deutschen Fahrrad-Clubs markierten 1990 den Weg mit gemalten Fahrrad- und Fußgängerpiktogrammen. Auch der Bund für Umwelt und Naturschutz Deutschland schlug 1991 einen durchgehenden Wander- und Radweg um die Stadt vor. Auch Denkmalschützer wünschten einige Jahre später einen möglichst umfassenden Erhalt der verbliebenen Reste der Grenzanlagen. Auf der anderen Seite hatten Anwohner und Gemeindevertreter wiederum Interesse an einem raschen Abriss des Weges und sorgten sich teilweise auch um die Verkehrssicherungspflicht auf dem Areal.

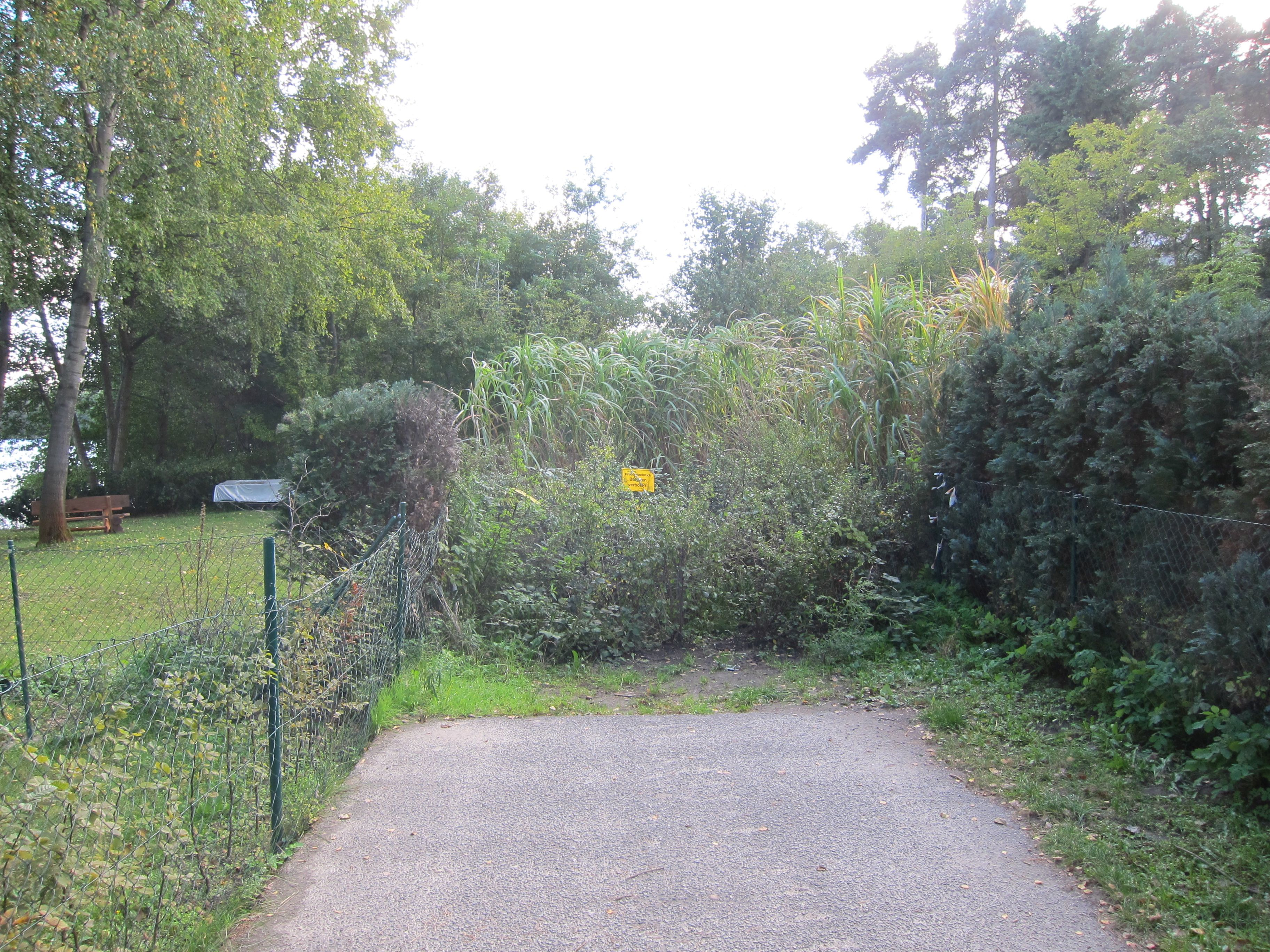
Von Anwohnern gesperrter Mauerweg in Groß Glienicke

Eine systematische Sicherung des Weges durch die örtlichen Behörden gab es jedoch nicht. In den folgenden Jahren wurden größere Teil des Mauerstreifens vor allem im inneren Stadtgebiet von Berlin bebaut. Auch auf weiteren Teilstücken wurde der Postenweg beseitigt oder unterbrochen. 1996 gab es erneut Demonstrationen des ADFC für einen durchgehenden Mauerweg um die Stadt, auf denen die bisherigen Zerstörungen des Postenwegs kritisiert wurden.
Um das Jahr 2000 wuchs das Interesse an einer Sicherung des Areals. Michael Cramer und andere Politiker von Bündnis 90/Die Grünen organisieren seit 2001 alljährlich Mauerstreifzüge um die Stadt. Auf Cramers Initiative beschloss 2001 das Berliner Abgeordnetenhaus eine Beschilderung und einen fahrradfreundlichen Ausbau des Mauerwegs. Von 2002 bis 2006 wurde der Mauerweg um die Stadt ausgebaut. Teilweise mussten für nicht mehr erhaltene Wegstücke Ersatzfahrmöglichkeiten geschaffen werden. Auch trennten wieder- oder neuaufgebaute Verkehrswege Abschnitte des Weges voneinander. Im Raum Lichterfelde an der Grenze zu Teltow entstand 2004 eine Unterführung unter der Bahnstrecke Berlin–Halle im Zuge des Zollwegs auf Berliner Gebiet, nachdem zuvor bereits eine Unterbrechung des Weges an dieser Stelle befürchtet worden war.
Seit April 2009 ist ein Teil des Mauerwegs am Ufer des Griebnitzsee in Potsdam durch einige Grundstückseigentümer gesperrt. Eine ähnliche Situation gibt es seit Sommer 2009 am Groß Glienicker See. In beiden Fällen läuft seitdem ein langandauernder Rechtsstreit zwischen der Stadt Potsdam und den Eigentümern. Im Jahr 2013 wurde ein Teilstück des dort auf dem ehemaligen Postenweg verlaufenden Mauerwegs in der Gemeinde Schönefeld durch den privaten Eigentümer gesperrt, sodass dort andere Wegführungen eingerichtet werden mussten.
An der Kreuzung mit der Dresdener Bahn bei Lichtenrade gibt es dagegen weiterhin keine Querungsmöglichkeit, sodass ein längerer Umweg über teilweise gepflasterte Straßen nötig ist. Die Deutsche Bahn begründete die fehlende Kreuzungsmöglichkeit mit den Worten: „Dieser Mauerweg ist kein rechtmäßig errichteter Weg, den wir als Querung zu beachten haben.“ Im Jahr 2012 beschloss der Landtag von Brandenburg, bis zu 250.000 Euro für den Bau einer Unterführung unter der Bahn in diesem Bereich bereitzustellen, jedoch verzögerte sich deren Realisierung aufgrund des wiederholt verschobenen Ausbaus der Ferngleise der Dresdener Bahn in diesem Bereich. Nachdem die zuständige Gemeinde Blankenfelde-Mahlow das zugehörige Verfahren seit 2014 ruhen ließ, wurde die Querung des Mauerwegs nicht im Planfeststellungsbeschluss für den Ausbau der Dresdener Bahn berücksichtigt. Stattdessen strebte die Gemeinde nun eine Führung des Mauerwegs über die weiter südlich gelegene Ziethener Straße an. Nachdem verschiedene Initiativen und Michael Cramer nachdrücklich einen Bau einer Unterführung für den Mauerweg gefordert hatten, zeichnete sich im Sommer 2020 eine Einigung ab. Die Gemeinde Blankenfelde-Mahlow übernimmt den Bau mit finanzieller Unterstützung des Landes Berlin. Ein diesbezüglicher Planfeststellungsbeschluss wurde am 30. September 2021 erlassen.
Ende der 2010er Jahre zeigten sich mehrere Abschnitte des Mauerwegs sanierungsbedürftig. Trotz eines Beschlusses des Berliner Senats im Januar 2019, den Mauerweg als Ganzes zu sanieren und zu erhalten, und er hierfür zunächst 12,4 Millionen Euro im Doppelhaushalt 2020/21 angemeldet hatte, standen weiterhin nicht genügend Gelder bereit. So waren in den Jahren 2019–2021 lediglich 1,2 Millionen Euro verfügbar, davon jährlich 170.000 Euro für Unterhalt und 330.000 Euro für Neubau.

## Verlauf

### Allgemein

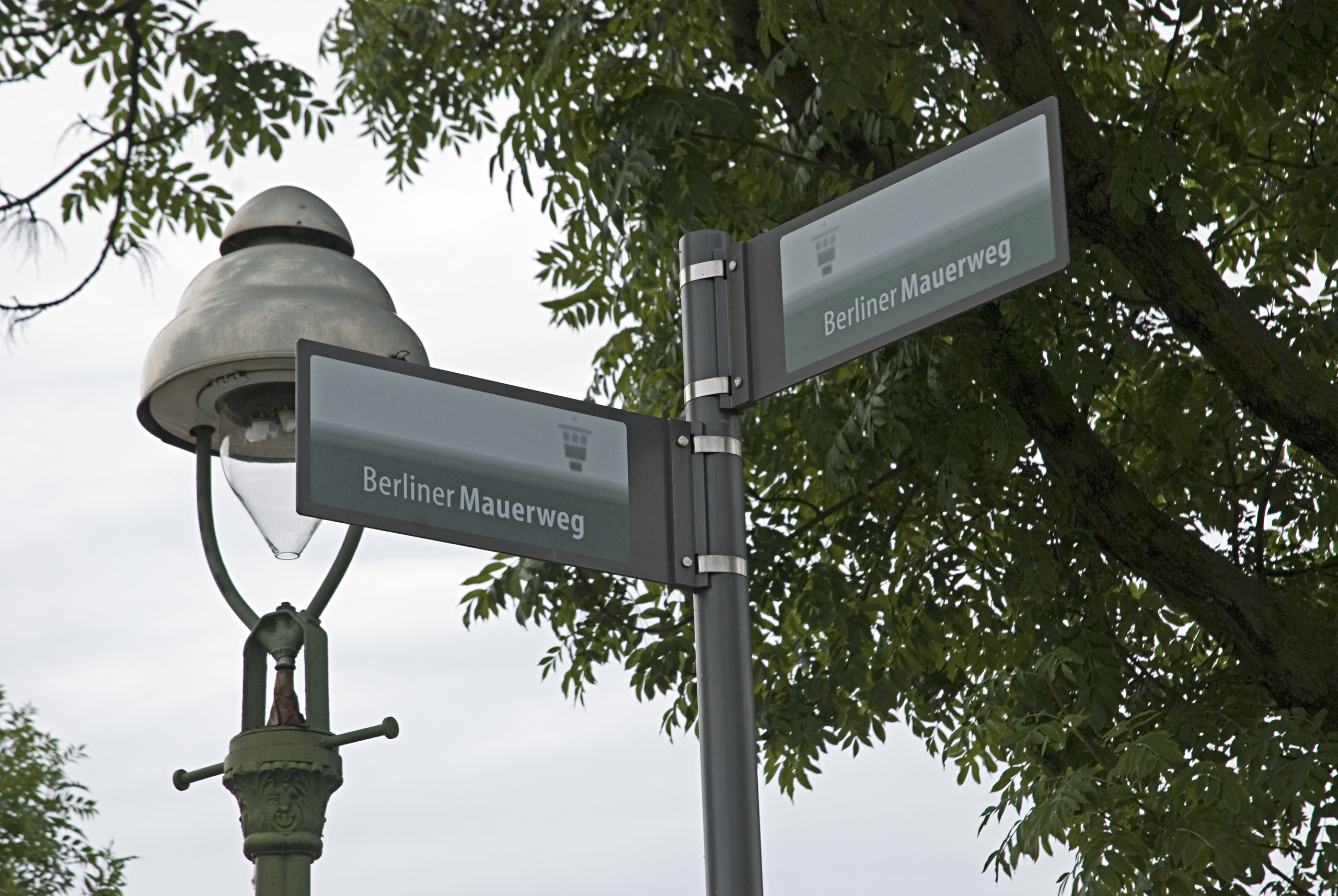
Ausschilderung

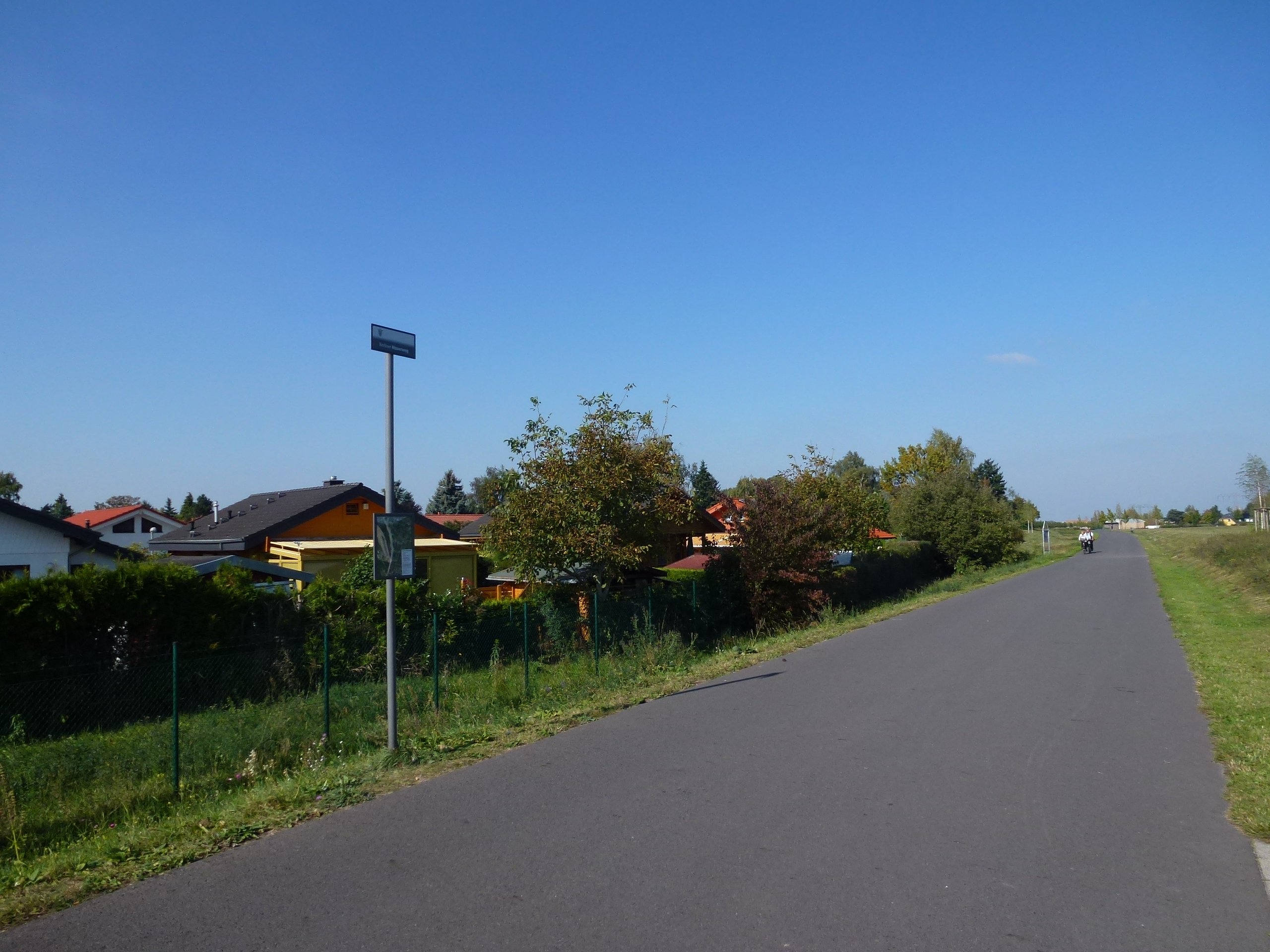
Anfang der 2000er Jahre neu ausgebauter Abschnitt des Mauerwegs zwischen Altglienicke und Rudow mit Orientierungstafel

Der Mauerweg ist insgesamt etwa 160 Kilometer lang, davon verlaufen etwa 50 Kilometer entlang der innerstädtischen Grenze im Stadtgebiet von Berlin und etwa 110 Kilometer an der Grenze von West-Berlin zum Umland. Auf den Seiten der Senatsverwaltung ist der Mauerweg in 14 einzelne Teiletappen eingeteilt, die in der Nähe von Eisenbahn- oder U-Bahn-Stationen beginnen und enden.
Wenn die innerstädtische Grenze über Straßen verläuft, ist zur Erinnerung an den früheren Grenzverlauf die Grenzlinie durch eine in den Straßenbelag eingelassene doppelte Reihe aus Pflastersteinen gekennzeichnet. An verschiedenen Stellen weisen Informationstafeln auf die Wegführung hin und erinnern an Ereignisse an den jeweiligen Stationen.
Der Weg ist überwiegend asphaltiert, wobei es sowohl nach 2000 neu angelegte Abschnitte gibt als auch Teilstücke, auf denen noch der ursprüngliche Belag mit entsprechender Abnutzung erhalten ist. Nur kurze Passagen sind unbefestigt. Einzelne, ebenfalls meist kürzere Sektionen sind gepflastert. Der Mauerweg ist mit mehreren anderen Fernradwegen verknüpft. Dazu zählen der Europaradweg R1, der Radweg Berlin–Kopenhagen, der Radfernweg Berlin–Usedom, der Havelradweg, der Spreeradweg oder der Radweg Berlin–Leipzig.
Der Mauerweg ist durchgehend beschildert, die Hinweisschilder erhalten die Schrift „Berliner Mauerweg“ weiß auf grauem Grund.

### Von der Innenstadt zur Stadtgrenze bei Schönefeld
Vom Potsdamer Platz führt der Mauerweg, der früheren Grenzlinie folgend, zunächst überwiegend über städtische Straßen und passiert dabei unter anderem die Gedenkstätte Topographie des Terrors, den Checkpoint Charlie, den früheren Grenzübergang Heinrich-Heine-Straße und das Engelbecken. Von der Schillingbrücke in der Nähe des Ostbahnhofs an verläuft der Weg auf der Nordseite der Spree auf der früher zu Ost-Berlin gehörenden Friedrichshainer Seite entlang der East Side Gallery. Er wechselt an der Oberbaumbrücke (früherer Grenzübergang) auf die Kreuzberger Seite. Die Grenzlinie liegt hier bis zur Mündung des Landwehrkanals in der Spree, entlang des Ufers gibt es jedoch keinen Weg und so führt der Mauerweg über die Köpenicker Straße in südöstlicher Richtung nach Treptow. Nach Überqueren von Landwehrkanal und Flutgraben erreicht der Mauerweg am Beginn der Puschkinallee, am Schlesischen Busch (mit dem dort erhaltenen Wachturm der DDR-Grenzanlagen), wieder den ehemaligen Grenzverlauf und biegt nach Südwesten ab, dem Flutgraben bzw. dem Landwehrkanal folgend bis zur Lohmühlenbrücke über den Neuköllner Schifffahrtskanal, am „Dreiländereck“ von Kreuzberg, Treptow und Neukölln. Zwischen Treptow und Neukölln verläuft der Weg Richtung Südosten zunächst kurvenreich durch die dicht bebauten Innenstadtstraßen, bis die Kiefholzstraße erreicht wird, die hier die Ringbahn unterquert. Ab hier folgt der Mauerweg der Kiefholzstraße, bis etwa auf die Höhe des S-Bahnhofs Plänterwald, wo der Mauerweg die Kiefholzstraße verlässt und auf dem ab hier gut ausgebauten Radweg dem Grünzug des Heidekampgrabens folgt. Kurz nach Überqueren der Sonnenallee, wo nichts mehr an den ehemaligen Grenzübergang erinnert, erreichen Mauerweg und Heidekampgraben den Britzer Verbindungskanal, dem jetzt in westlicher Richtung gefolgt wird; hier fehlt allerdings auf einem kurzen Streckenabschnitt der Radweg, es gibt nur einen schmalen Trampelpfad. An der Chris-Gueffroy-Allee wird der Britzer Verbindungskanal überquert; benannt ist diese Straße nach Chris Gueffroy, der dort noch 1989 von DDR-Grenzsoldaten erschossen wurde. Eine Stele erinnert an ihn. Vom Wasserstraßenkreuz Britzer Verbindungskanal, Neuköllner Schifffahrtskanal und Teltowkanal verläuft der Weg bis Adlershof entlang des Teltowkanals parallel zur Autobahn A 113 und anschließend weiter zwischen den Ortsteilen Rudow im Westen und Altglienicke im Osten. Über den Abschnitt entlang der Autobahn soll die geplante Radschnellverbindung Y-Trasse verlaufen.

### Entlang der südlichen Stadtgrenze

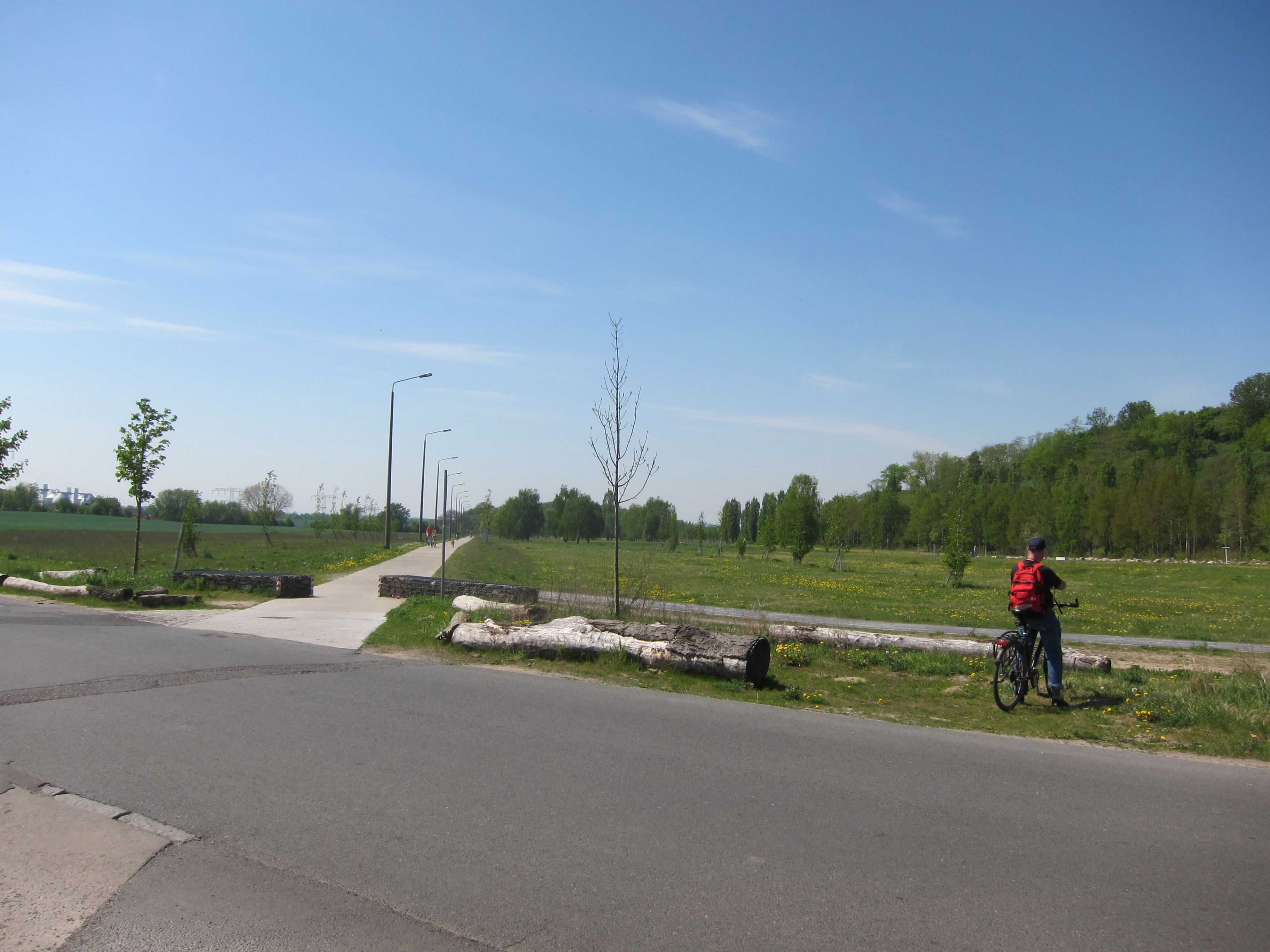
Berliner Mauerweg (geradeaus) am Dörferblick im Süden von Berlin bei Schönefeld mit original erhaltenen Lampen

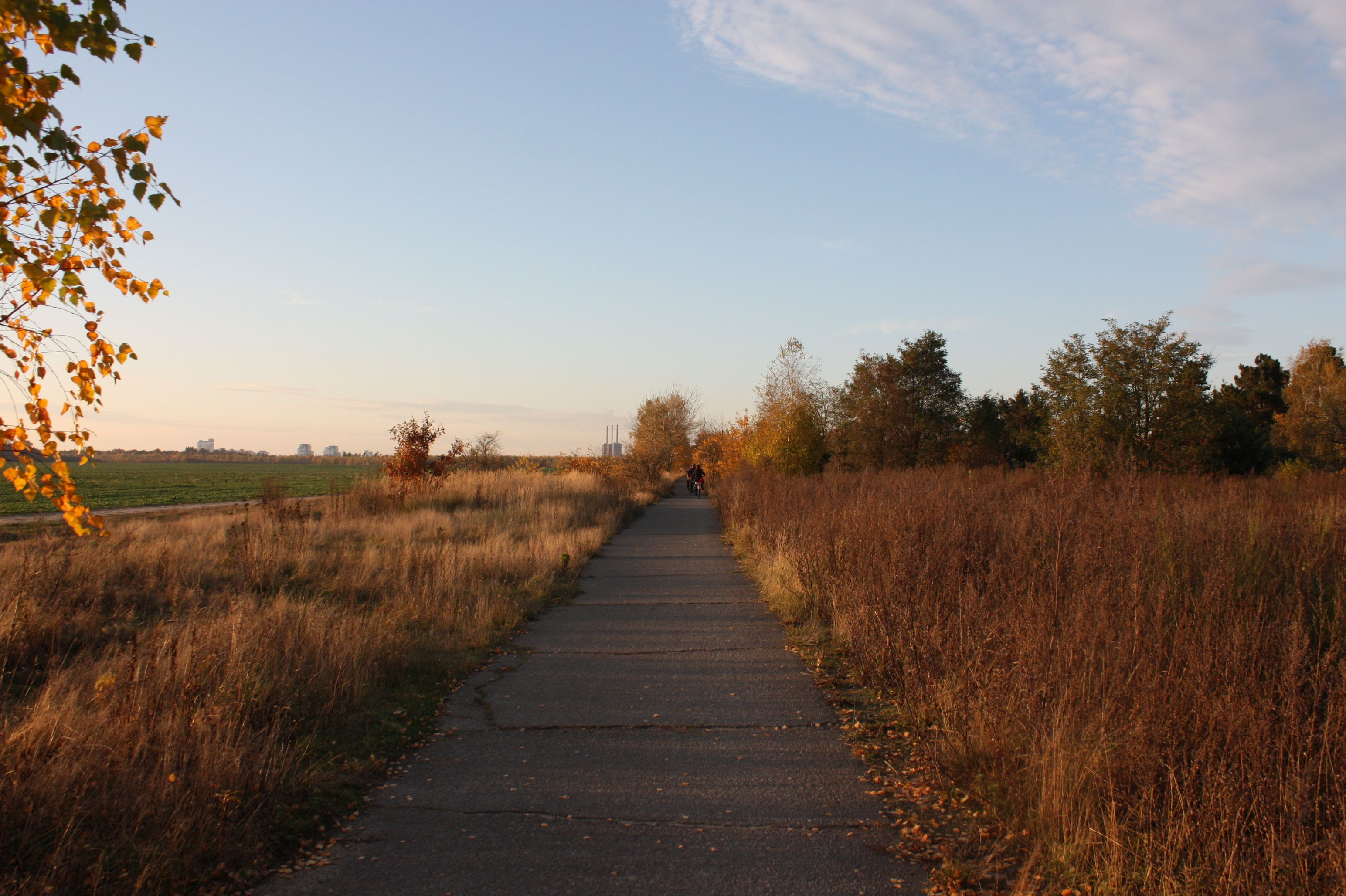
Unsanierter Mauerweg an der Stadtgrenze westlich von Lichtenrade, im Hintergrund das Kraftwerk Lichterfelde

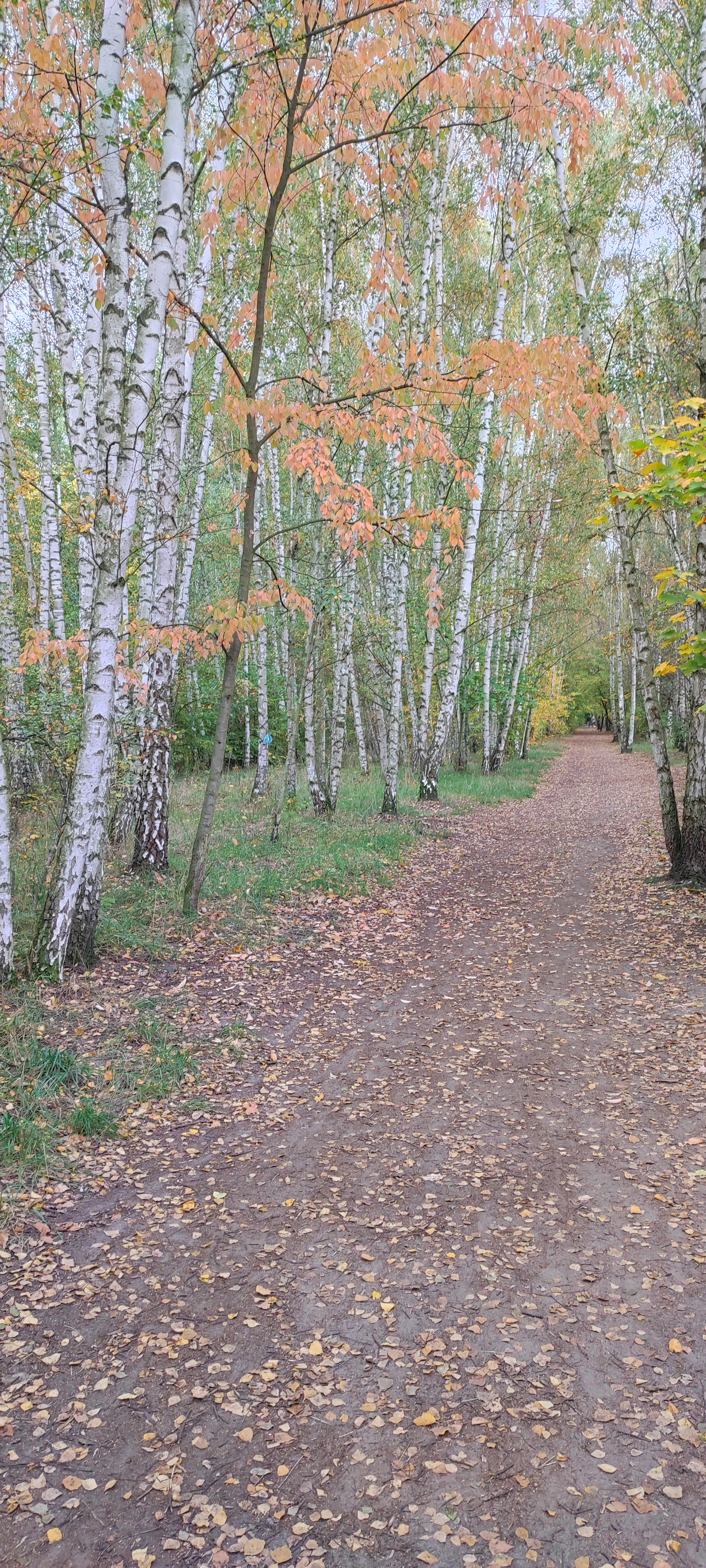
Berliner Mauerweg in Lichtenrade, Oktober 2022

In Schönefeld verläuft der Weg zunächst auf Berliner Seite. Anschließend umfahren verschiedene provisorische Routen einen kurzen gesperrten Abschnitt auf Schönefelder Gebiet. Zwischen dem Dörferblick und Lichtenrade gibt es um das Dorf Großziethen eine weit nach Norden reichende Einbuchtung der Grenze, der der Mauerweg folgt. Er verläuft dabei teilweise auf Stadtstraßen in Berlin abseits der Grenze. Der Grenzstreifen selbst ist zugänglich, die Wege sind allerdings nicht asphaltiert.
Von Lichtenrade über Marienfelde bis Lichterfelde auf Berliner Seite beziehungsweise bis nach Teltow auf Brandenburger Seite verläuft der Weg überwiegend im Grenzstreifen, der teilweise von waldartiger Vegetation bedeckt ist. Während die Berliner Seite bis direkt zur Stadtgrenze, teilweise mit Großsiedlungen, bebaut ist, ist die Brandenburger Seite auf vielen Abschnitten fast völlig ohne Bebauung. Die „Bürgerinitiative Teltower Platte“ setzt sich für den Erhalt dieser „Grünen Stadtkante“ ein.
Der Weg führt nördlich am früheren Dorf Osdorf vorbei, dessen Bewohner 1968 von der DDR-Führung aufgrund der Grenznähe des Ortes umgesiedelt wurden. Am Japaneck wurde ein 1,5 Kilometer langer Abschnitt mit japanischen Zierkirschen bepflanzt, die hier bald nach dem Mauerfall gepflanzt wurden. Alljährlich findet hier im Frühjahr ein Kirschblütenfest statt. In diesem Bereich verläuft der Mauerweg einige hundert Meter über Berliner Gebiet, wo für den Mauerweg eine Unterquerung der Anhalter Bahn errichtet wurde.
Der Weg führt über Teltow, den Süden von Zehlendorf und Kleinmachnow weiter zum Königsweg und dort auf ihm ein längeres Stück durch den Wald auf Berliner Gebiet. Hinter Kohlhasenbrück wird in der Nähe des Bahnhofs Griebnitzsee Potsdam erreicht. Als Ersatz für den durch Anwohner gesperrten Postenweg am Griebnitzsee verläuft der Mauerweg durch die Karl-Marx-Straße. In Klein Glienicke wird der Teltowkanal überquert und über Berliner Gebiet die Glienicker Brücke erreicht.

### Von Potsdam nach Frohnau

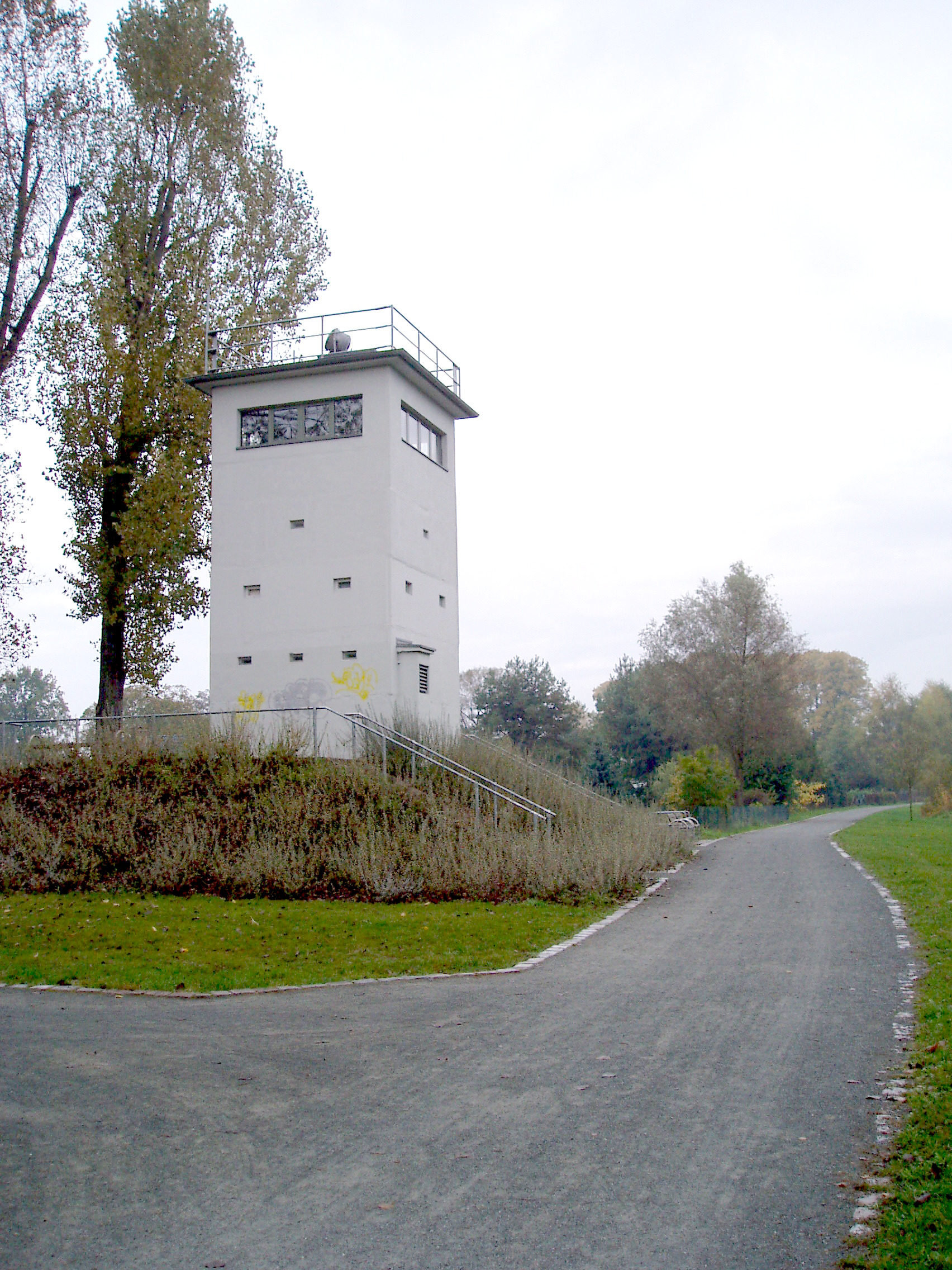
Der Postenturm in Nieder Neuendorf beherbergt eine kleine Ausstellung zur Grenze

Von der Glienicker Brücke führt der Mauerweg bis zur nächsten Querungsmöglichkeit über die Havel, der Fähre Wannsee–Kladow, auf Berliner Gebiet teilweise deutlich von der Grenze entfernt, am Wannsee vorbei an der Pfaueninsel und Nikolskoe. Auf dem anderen Havelufer in Kladow verläuft der Weg zur Grenze bei Potsdam und entlang des Postenwegs zum Groß Glienicker See im zwischen Berlin und Potsdam geteilten Ortes Groß Glienicke und verläuft auf der Potsdamer Seite des Ortes in der Nähe des Westufers des Sees. Aufgrund der Sperrung des Uferwegs durch einige Eigentümer wird der Weg durch Ortsstraßen geführt und erreicht im Norden von Groß Glienicke wieder Berliner Gebiet. Dort verläuft er Richtung Nordosten zunächst neben der Bundesstraße 2, wendet sich dann nach Nordwesten und erreicht zwischen Altem und Neuem Hahneberg den Ortsteil Staaken. Nördlich der beiden Bahnstrecken durch den Ortsteil führt der Weg überwiegend auf dem Zollweg auf West-Berliner Seite nach Eiskeller und später wieder auf Brandenburger Gebiet. Nach der Schönwalder Chaussee wechselt er wieder auf die Berliner Seite und erreicht an der Bürgerablage die Havel. Bei Nieder Neuendorf wird wieder die Grenze gekreuzt. Entlang der Havel verläuft der Weg nach Hennigsdorf, wo die Havel überquert wird. Hinter der Siedlung Stolpe-Süd verläuft er auf dem Postenweg der DDR-Grenztruppen erst nach Osten, überquert die frühere Transitautobahn nach Hamburg in der Nähe des einstigen Grenzübergangs Heiligensee/Stolpe, wendet sich dann in Frohnau nach Norden und erreicht an der Grenze zwischen Frohnau und Hohen Neuendorf in der Nähe der Invalidensiedlung seinen nördlichsten Punkt.

### Von Frohnau in die Berliner Innenstadt

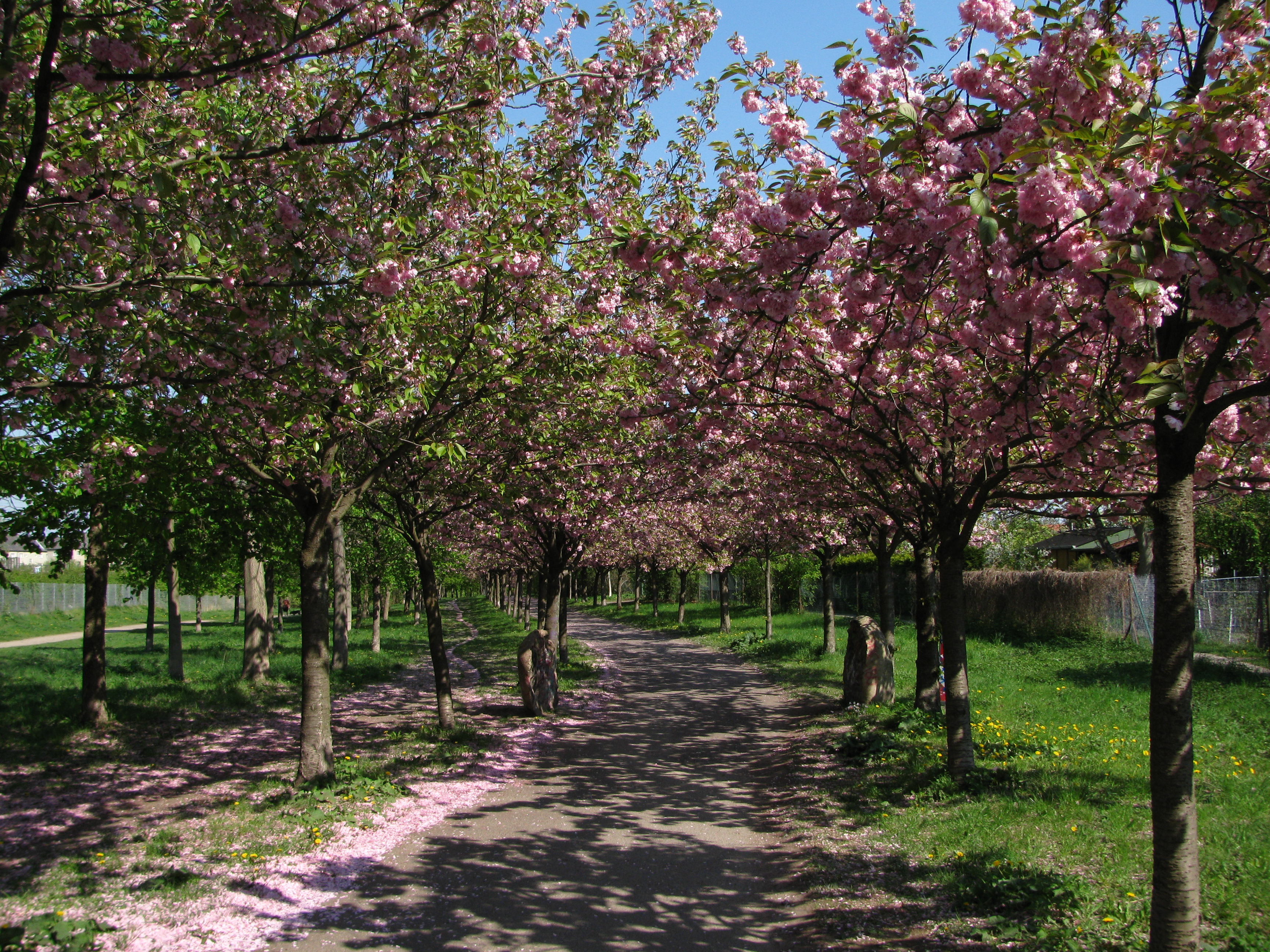
Mit japanischen Zierkirschen bepflanzter Abschnitt des Mauerwegs nördlich vom Grenzübergang Bornholmer Straße

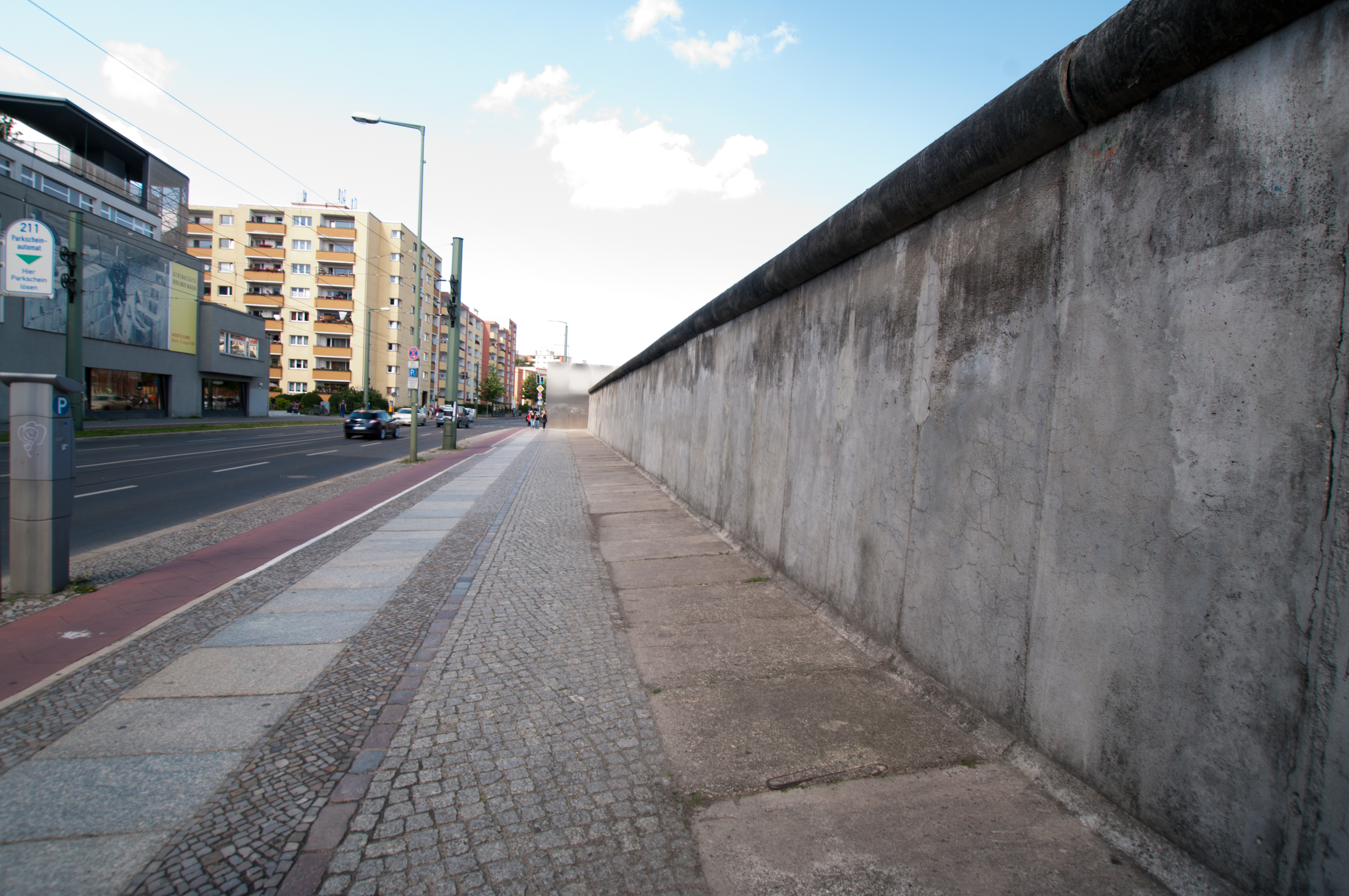
Berliner Mauerweg als straßenbegleitender Radweg an der Gedenkstätte Berliner Mauer in der Bernauer Straße

Überwiegend führt der Weg auf dem Postenweg zwischen Frohnau und Glienicke/Nordbahn nach Süden. Im Bereich des Entenschnabel wechselt er auf Berliner Gebiet. Danach führt der Weg nach Osten zunächst entlang der Veltheimstraße in Berlin, danach durch die Straßen von Glienicke. In Schildow wendet sich der Weg nach Süden und führt im Bereich des Tegeler Fließ auf dem früheren Postenweg durch eine naturnahe Landschaft. Dort erreicht er die Grenze von Ost-Berlin und folgt dem Postenweg entlang der Heidekrautbahn nach Wilhelmsruh. In Rosenthal an der Grenze zum Märkischen Viertel wechselt er in Höhe der Quickborner Straße auf die West-Berliner Seite. Hier ist ein Stück des West-Berliner Zollwegs noch im ursprünglichen Zustand erhalten. In Wittenau erreicht der Weg die Trasse der Berliner Nordbahn, der er nach Südosten folgt, zunächst auf früherem Ost-Berliner Gebiet, dann von der Wilhelm-Kuhr-Straße bis zur Eisenbahnunterführung Esplanade/Grüntaler Straße auf West-Berliner Seite vorbei am S-Bahnhof Wollankstraße. Der Weg führt danach entlang des Postenweges östlich der Bahnanlagen, dessen Umfeld ebenfalls teilweise mit japanischen Zierkirschen bepflanzt wurde, zum Grenzübergang Bornholmer Straße und unterquert dort die Straße. Über die Norwegerstraße verläuft er weiter zur Behmstraßenbrücke und über den Schwedter Steg zur Schwedter Straße durch den Mauerpark.
Entlang der Bernauer Straße führt er auf West-Berliner Seite nach Westen zum Nordbahnhof, wendet sich an der Ostseite der früheren ausgedehnten Bahnanlagen nach Norden und weiter nach Westen entlang der Friedhöfe an der Liesenstraße weiter auf West-Berliner Gebiet im Ortsteil Wedding. Hinter dem früheren Grenzübergang Chausseestraße führt er wieder auf Ost-Berliner Gebiet. Dem Berlin-Spandauer Schiffahrtskanal folgt der Weg nach Süden und dabei ein Stück über den Invalidenfriedhof, von dem ein Teil 1961 für die Grenzsicherungsanlagen eingeebnet wurde.
Am ehemaligen Grenzübergang Invalidenstraße vorbei verläuft er auf dem Postenweg entlang des historischen Campus der Charité auf Ost-Berlin-Seite und überquert er an der Luisenstraße die Spree und führt vorbei am Reichstagsgebäude, Brandenburger Tor und dem Denkmal für die ermordeten Juden Europas zum Potsdamer Platz.

## Erinnerungs- und Gedenkorte

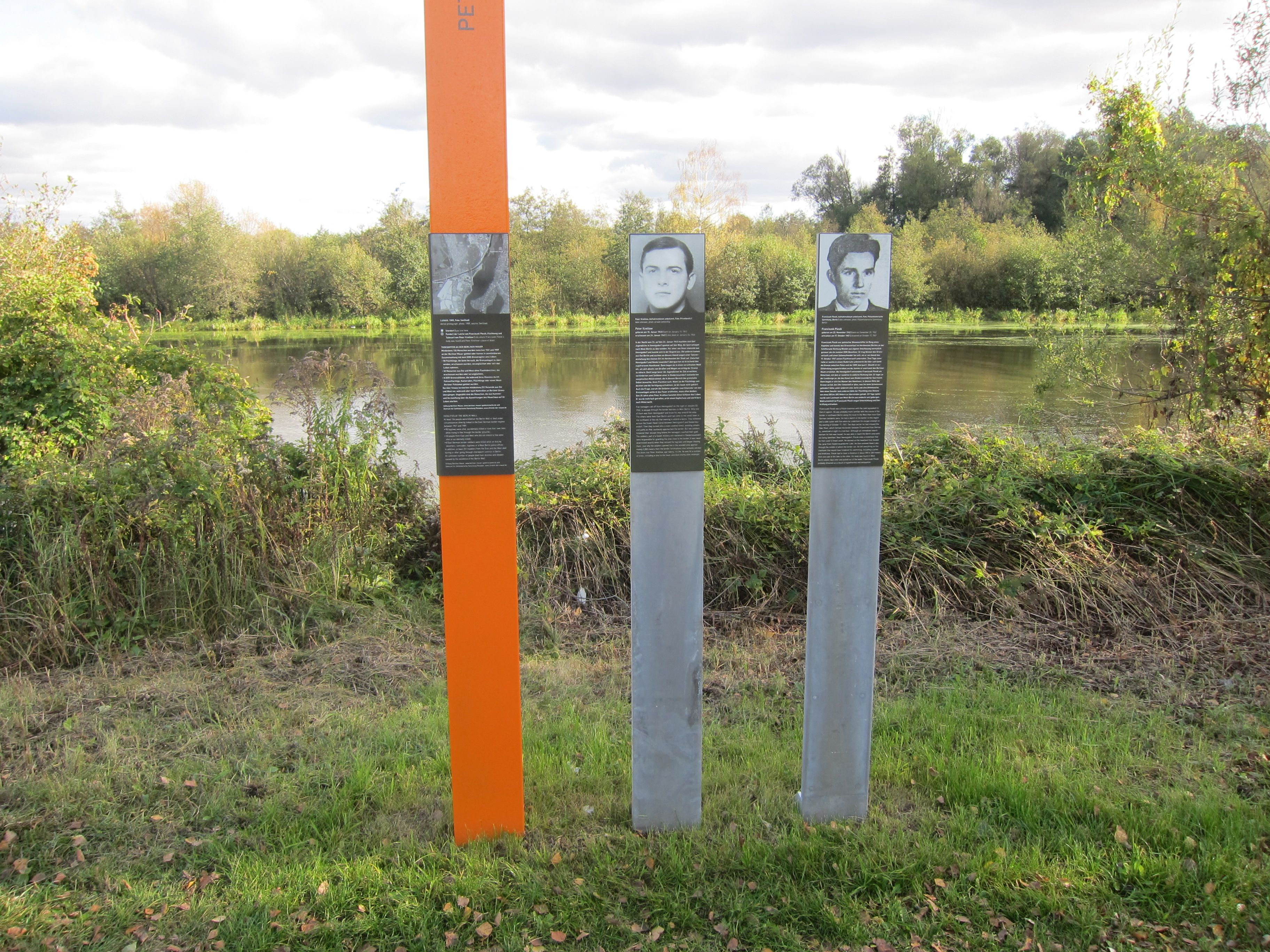
Gedenkstelen für Peter Kreitlow und Francisek Piesik in Nieder Neuendorf

Der Mauerweg berührt die bekanntesten Erinnerungsorte an die Mauer wie die Gedenkstätte Berliner Mauer an der Bernauer Straße, den Gedenkturm für Günter Litfin am Berlin-Spandauer-Schifffahrtskanal, die Gedenkstätte Weiße Kreuze am Reichstagsgebäude für die Mauertoten oder die East Side Gallery.
An etlichen Stellen auf dem gesamten Wegverlauf erinnern Stelen an alle bekannten Mauertoten, an besondere Ereignisse an der Mauer oder an besondere topographische Situationen.
Im Rahmen der Sakura-Campaign wurden ab 1990 mehrere Orte in Berlin aus Freude über die Deutsche Einheit mit japanischen Zierkirschen bepflanzt. Die Mittel hierfür warb ein japanischer Fernsehsender in einer Spendenkampagne ein. Im Bereich des Mauerwegs finden sich Zierkirschenanpflanzungen in der Nähe der Bornholmer Straße, an der Lohmühlenbrücke in Treptow und am Japaneck zwischen Teltow und Berlin-Lichterfelde.

## Mauerweglauf /100 Meilen Berlin
Seit 2011 findet entlang der ehemaligen Mauer der Ultramarathon 100 Meilen Berlin statt. Gelaufen wird auf dem ehemaligen Grenzstreifen, daher auch der Name Mauerweglauf.

## Filme
- Wo war eigentlich die Mauer? Dokumentation, Deutschland 2018. Gezeigt in: Tagesschau24, 12. April 2019, 20:15–21:02 Uhr.